# Testa di bue e Faccia di cavallo

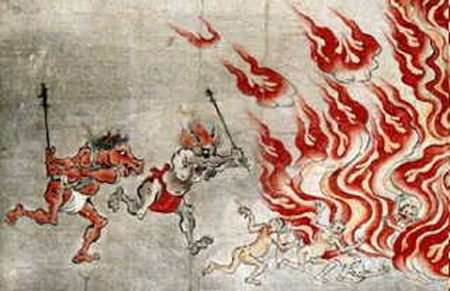
Testa di bue e Faccia di cavallo dai Rotoli dell'Inferno conservati al Seattle Asian Art Museum.

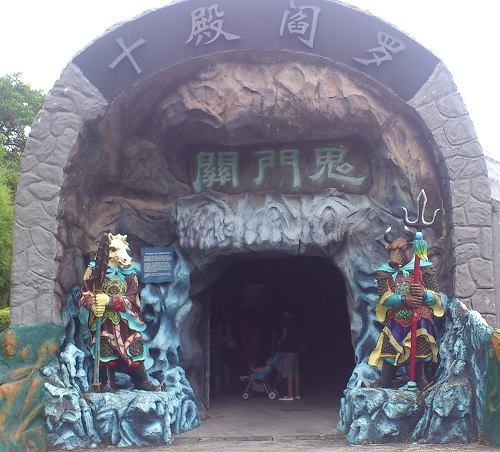
Ingresso all'attrazione "Dieci corti dell'Inferno" a Haw Par Villa, Singapore. Le Guardie dell'Inferno Testa di Bue (a destra) e Faccia di Cavallo (a sinistra) sorvegliano l'ingresso.

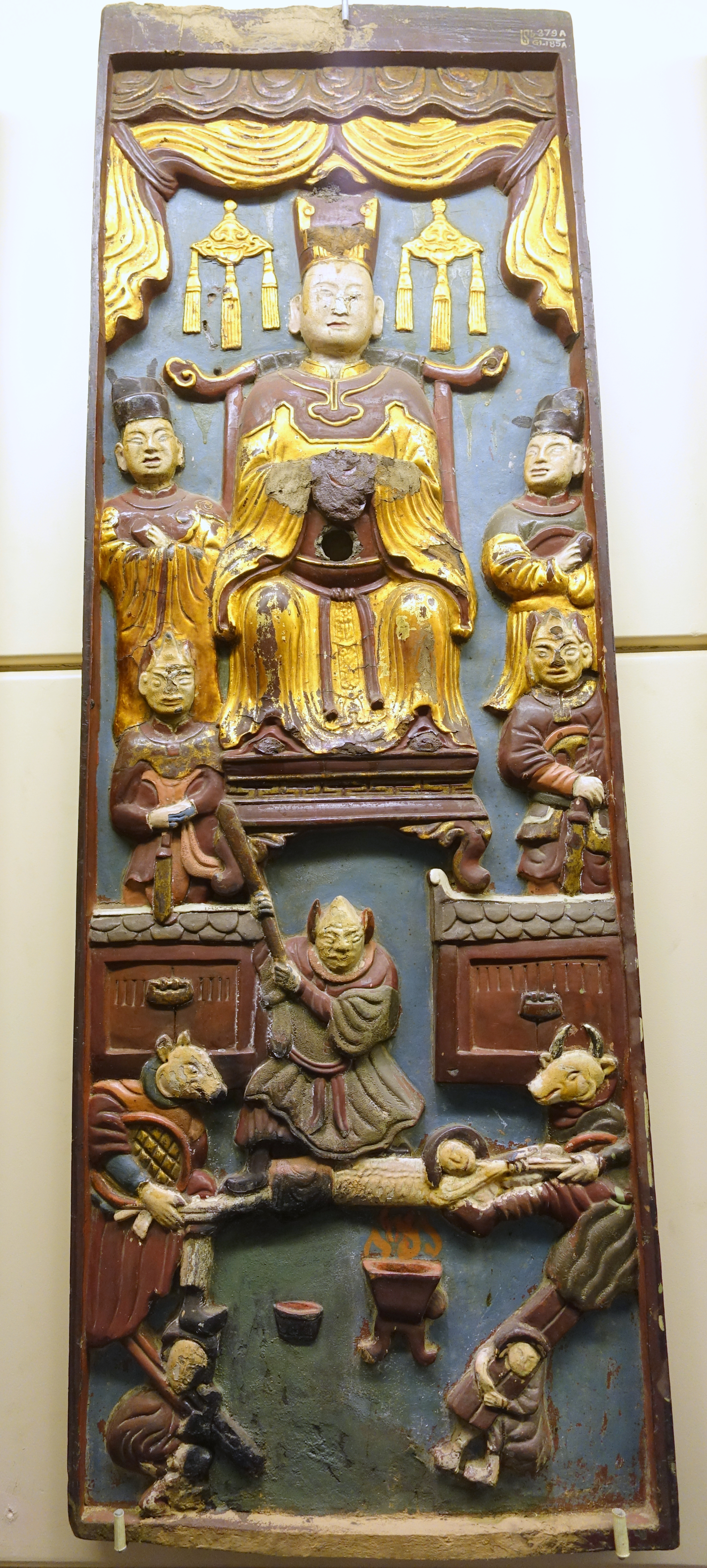
Testa di bue e Faccia di cavallo in un dipinto raffigurante una scena infernale. Museo nazionale di storia vietnamita - Hanoi, Vietnam.

Testa di bue (牛頭T, 牛头S, NiútóuP, niu2-t'ou2W) e Faccia di cavallo (馬面T, 马面S, MǎmiànP, ma3-mien4W) sono due guardiani degli inferi nella mitologia cinese. Come indicato dai loro nomi, entrambi hanno il corpo di uomini, ma Testa di Bue possiede la testa di un bue, mentre Faccia di Cavallo ha quella di un cavallo. Sono i primi esseri che l'anima di una persona morta incontra entrando negli inferi; in molte storie, scortano i morti direttamente al Diyu.
Testa di bue e Faccia di cavallo sono traduzioni cinesi, mentre i nomi sanscriti originali sono "gośīrṣa" per Testa di bue e "aśvaśīrṣa" per Faccia di cavallo.

## Descrizione
Nelle scritture buddiste, sono spesso menzionate insieme. Sono menzionati nell'ottavo capitolo del "Shuryōgon kyō" e nel "Sutra dei Dieci Re".
Guardie carcerarie dell'inferno, ispirate a idee buddiste, si ritrovano nei romanzi cinesi a partire dal periodo delle Sei Dinastie. Anche in Giappone sono familiari, poiché vengono regolarmente raffigurate in storie e dipinti che raffigurano l'inferno, come i "Rotoli dell'Inferno".
Per quanto riguarda la Testa di bue, esseri con questa forma si possono trovare nelle leggende di tutto il mondo, come il Minotauro, Gozu Tennō e Moloch.

## Ruolo
Nei loro doveri di guardiani del Diyu, l'Inferno nella mitologia cinese, il loro ruolo è catturare le anime umane che hanno raggiunto la fine della loro esistenza terrena e portarle davanti alle corti dell'Inferno. Le anime vengono poi ricompensate o punite in base alle azioni compiute durante la loro vita.
Testa di bue e Faccia di cavallo svolgono anche il ruolo di messaggeri del re dell'inferno, Yanluowang. In una leggenda, Testa di bue fu creata dal re quando ebbe pietà di un bue recentemente deceduto che aveva lavorato duramente per tutta la vita, così il re lo nominò uno dei suoi fedeli servitori.

## Mitologia cinese
Nel romanzo classico cinese "Il viaggio in Occidente", Testa di Bue e Faccia di Cavallo sono tra gli abitanti degli inferi sopraffatti da Sun Wukong dopo che la sua anima è stata trascinata all'inferno nel sonno. In seguito, cancella il suo nome e quelli di tutti i primati non umani sulla Terra dal registro delle anime viventi, concedendo così un secondo livello di immortalità a se stesso e l'immortalità generale ai suoi figli scimmia.

## Mitologia giapponese
Nella mitologia giapponese, Testa di Bue e Faccia di Cavallo sono rispettivamente conosciuti come Gozu (牛頭?) e Mezu (馬頭?) e vengono collettivamente chiamati con il termine yojijukugo Gozumezu (牛頭馬頭?). Compaiono in opere letterarie classiche giapponesi come il Konjaku monogatarishū e il Taiheiki. Nell'Heike monogatari, appaiono in un sogno inquietante di Taira no Tokiko.

## Galleria d'immagini

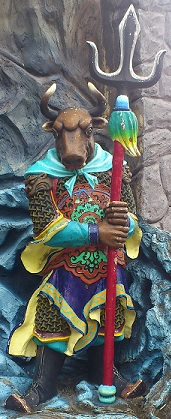
Statua di Testa di Bue a Haw Par Villa, Singapore.
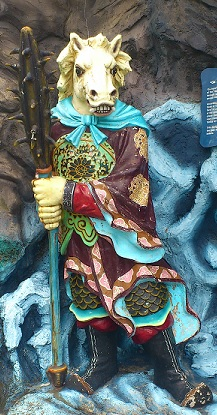
Statua di Faccia di cavallo a Haw Par Villa, Singapore.
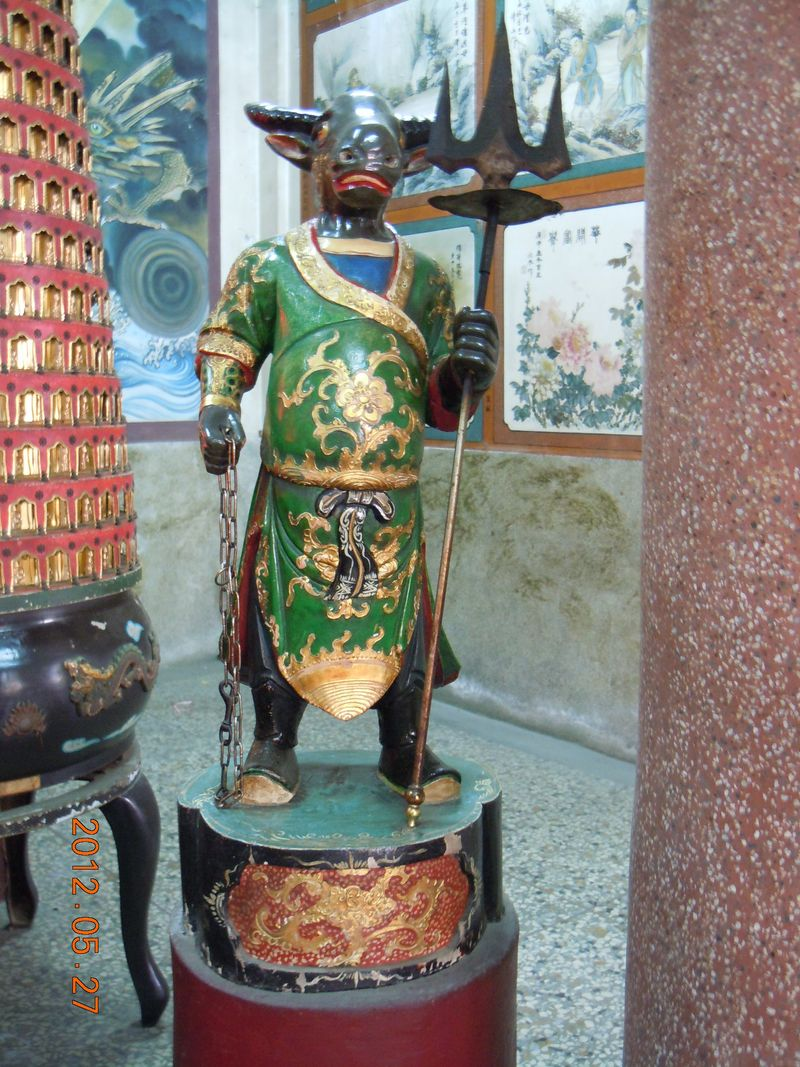
Statua di Testa di Bue a Taiwan.
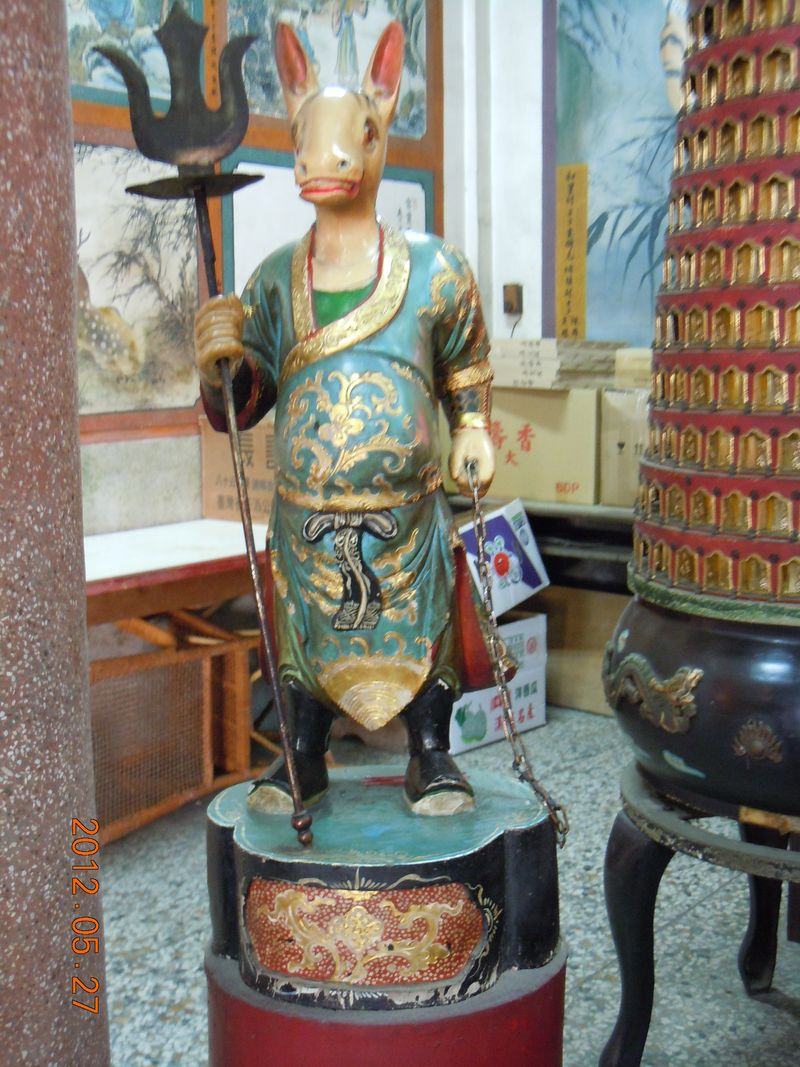
Statua di Faccia di cavallo a Taiwan.
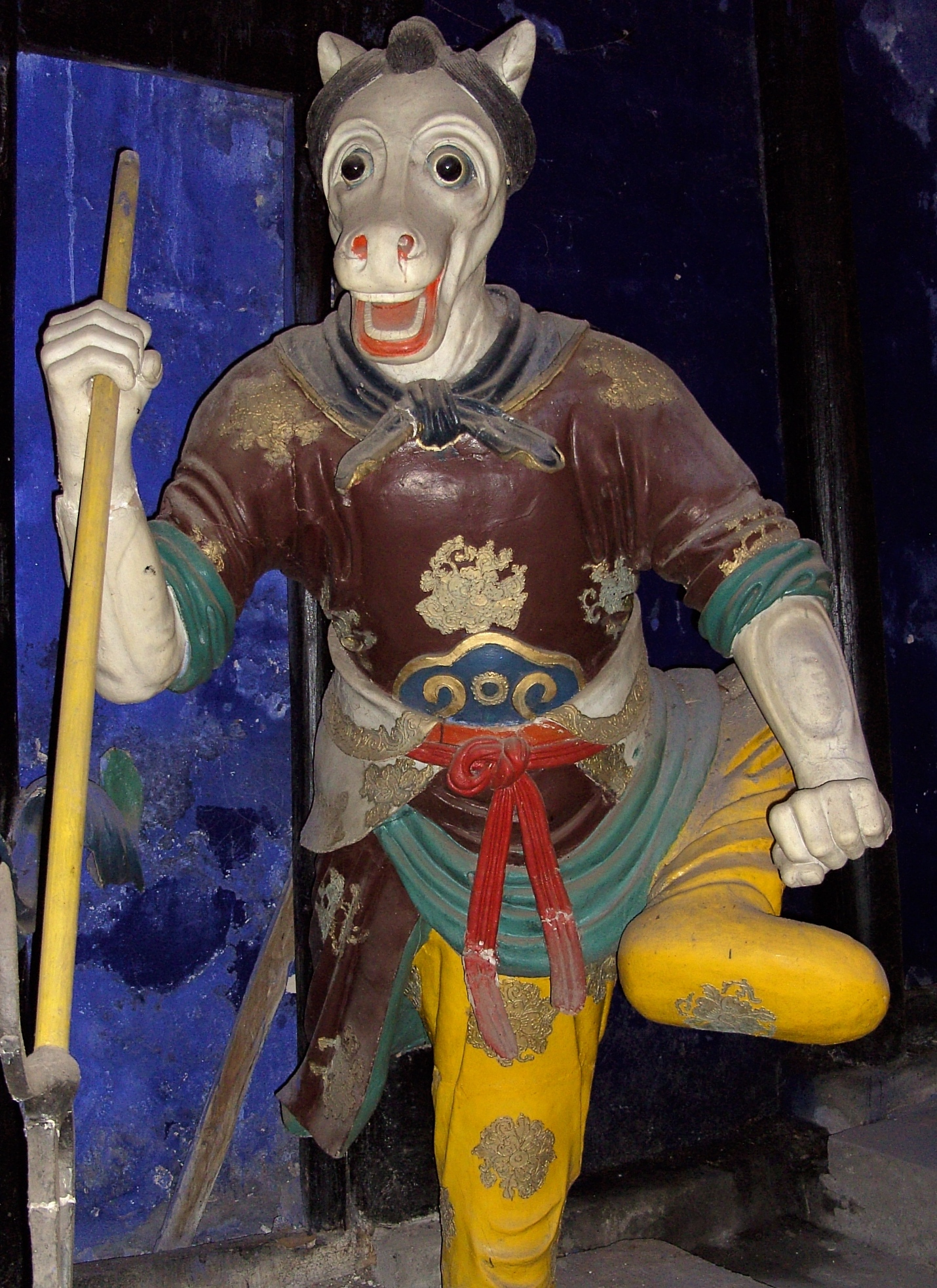
Statua di Faccia di cavallo, Città fantasma di Fengdu.
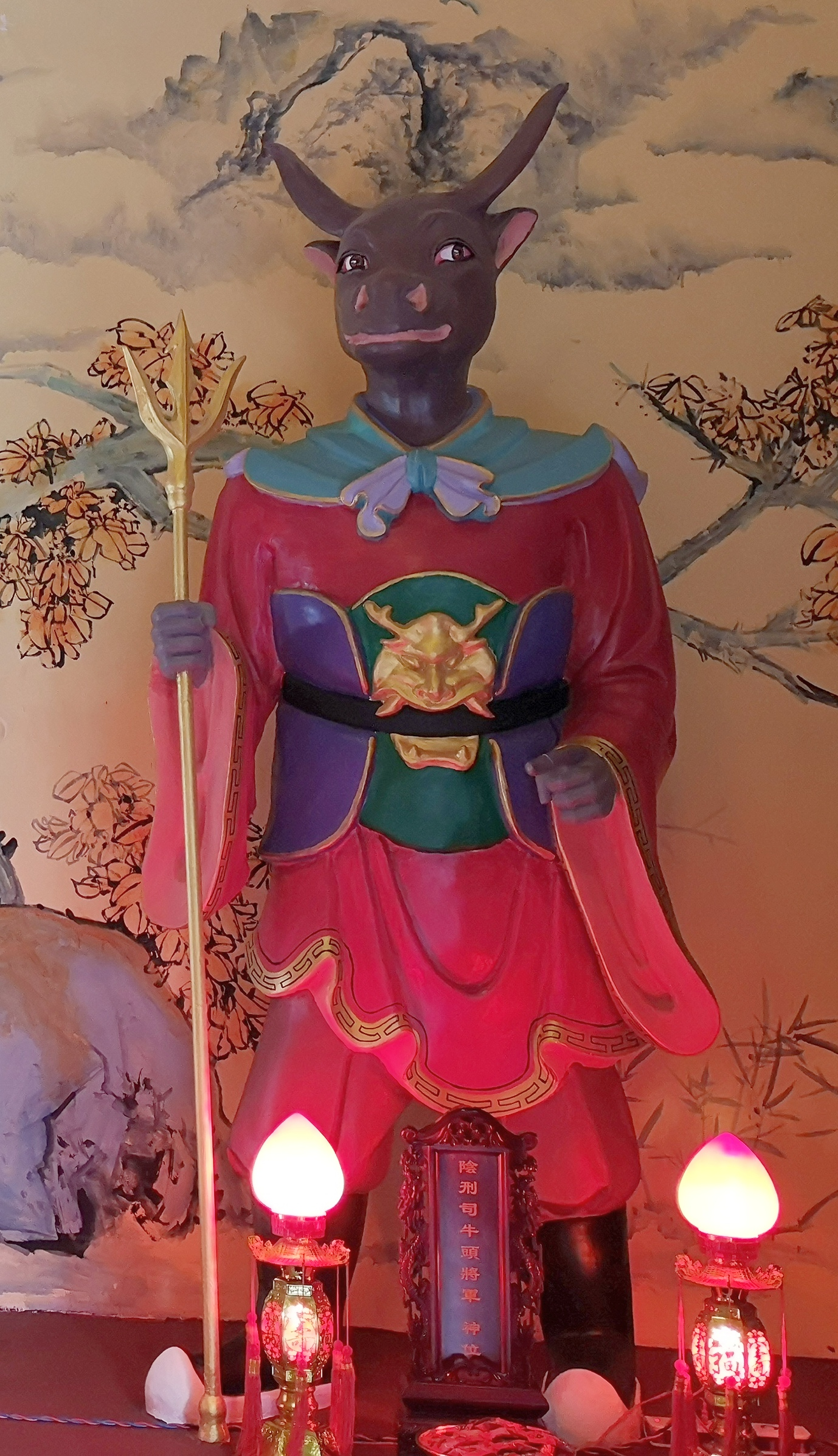
Testa di bue (Tempio di Chenghuang, distretto di Changshou, Chongqing).
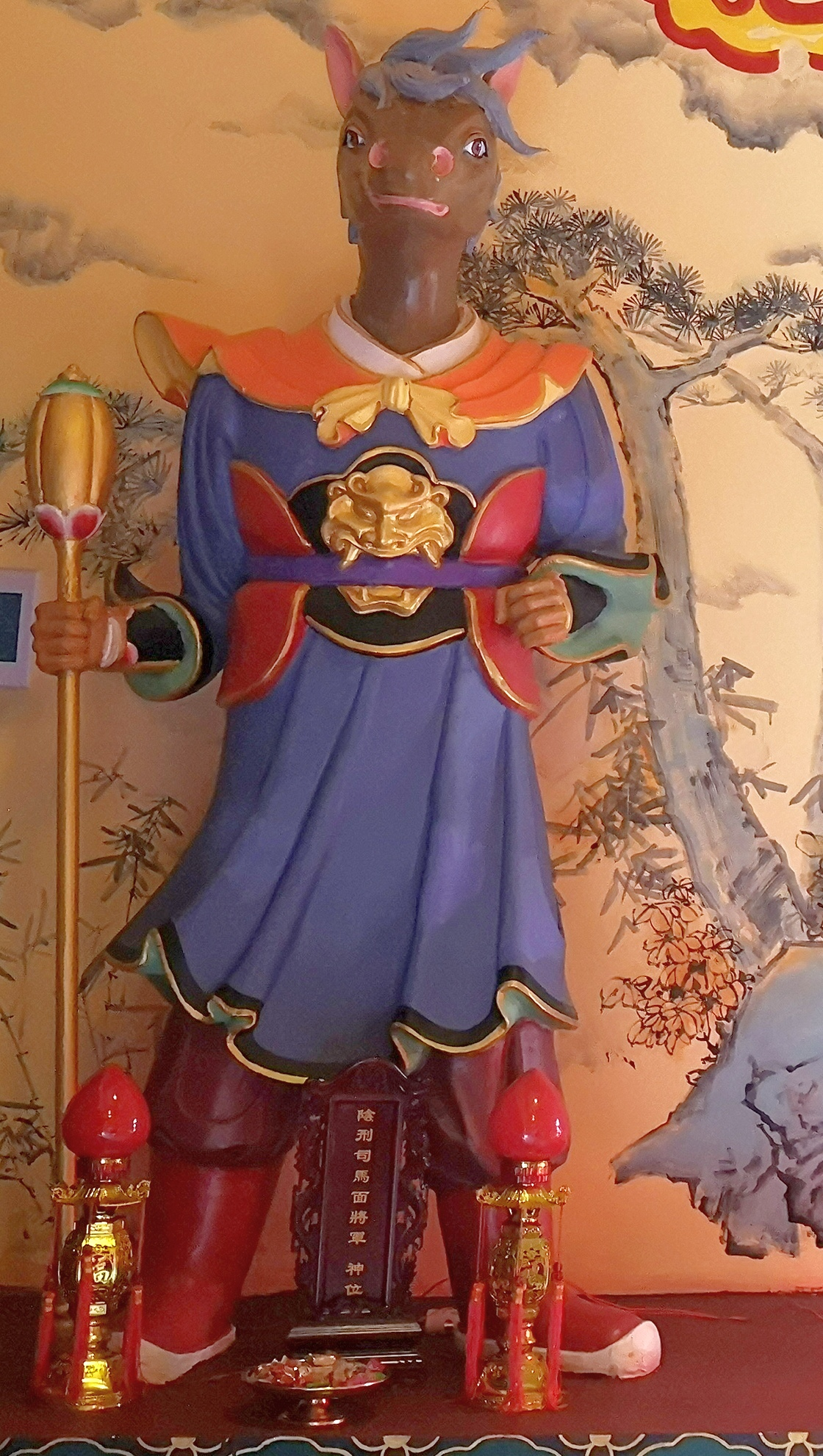
Faccia di cavallo (Tempio di Chenghuang, distretto di Changshou, Chongqing).